# كمبيوتر غو

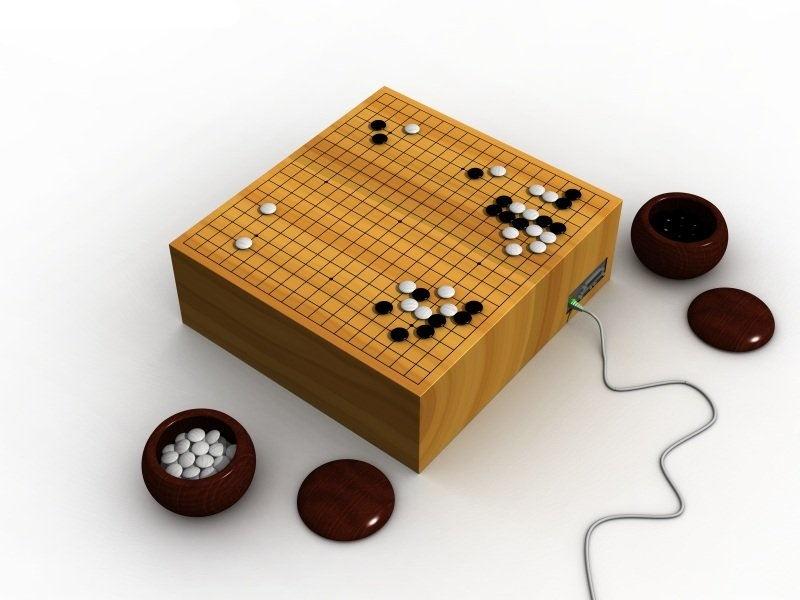

كمبيوتر غو (بالإنجليزية: Computer Go)‏ هو مجال من الذكاء الإصطناعي انشئ من أجل إنشاء برنامج حاسوبي ليلعب لعبة الألواح التقليدية غو.

## الأداء
لطالما اعتبرت غو تحدي صعب في الذكاء الإصطناعي وحلها أكثر صعوبة من الشطرنج كتب الرياضياتي ايرفينغ جون في عام 1965 :
أول برنامج غو كتبه ألبرت ليندسي زوبريست في عام 1968 كجزء من رسالته الأكاديمية تمييز الأنماط، وقد ادخلت دالة النفوذ لتخمين المناطق ومفاتيح زوبريست لتحديد الضربة القاضية.